# ناحیه ایسانی-سامگوری
ناحیه ایسانی-سامگوری (انگلیسی: Isani-Samgori District) یکی از ناحیه‌ها و بخش‌های شهر تفلیس پایتخت گرجستان است. 